# John de Critz
John de Critz nebo John Decritz (1551/1552, Antverpy – pohřben 14. března 1642, Londýn) byl jedním z řady malířů vlámského původu působících na anglickém královském dvoře za vlády Jakuba I. Anglického a Karla I. Anglického. Od roku 1603 zastával u krále post Serjeant Painter, nejprve společně s Leonardem Fryerem a od roku 1610 společně s Robertem Peakem starším.

## Životopis
Byl jeden z mnoha malířů vlámského a nizozemského původu, kteří působili na anglickém královském dvoře během vlády Jakuba I. Stuarta a Karla I. Od roku 1603 získal jako malíř vysoký post, nejprve spolu s Leonardem Fryerem a později od roku 1610 spolu s Robertem Peakem starším.
Jeho rodiče – vlámští protestanti – se přestěhovali z Antverp do Anglie, když byl ještě malý chlapec, aby tak unikli náboženskému pronásledování. Zde ho dali do učení k umělci a básníkovi Lucasovi de Heere, který pocházel také z Antverp. Koncem 90. let 16. století již de Critz vystupoval jako nezávislý umělec a v roce 1603 byl jmenován na lukrativní pozici dvorního malíře, což mu zajistilo práci a pravidelný příjem.

## Galerie

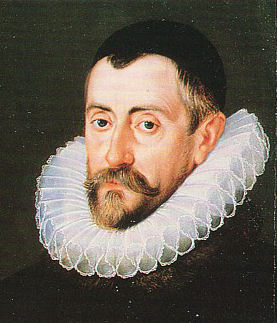
Francis Walsingham, asi 1587
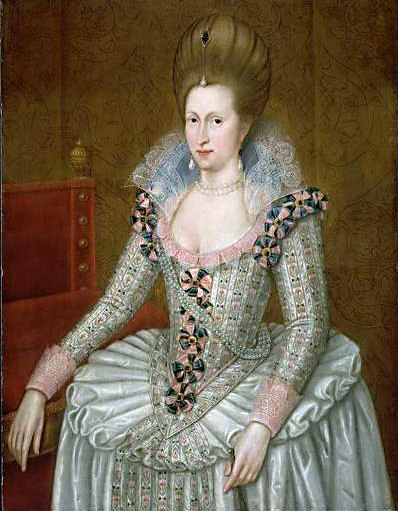
Královna Anna Dánská asi 1605
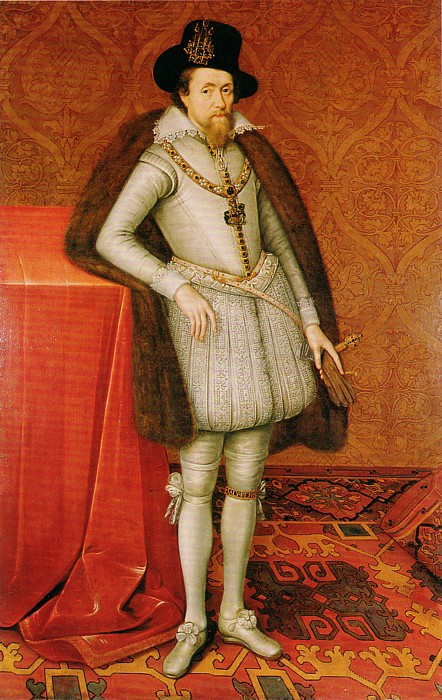
Král Jakub I. asi 1606
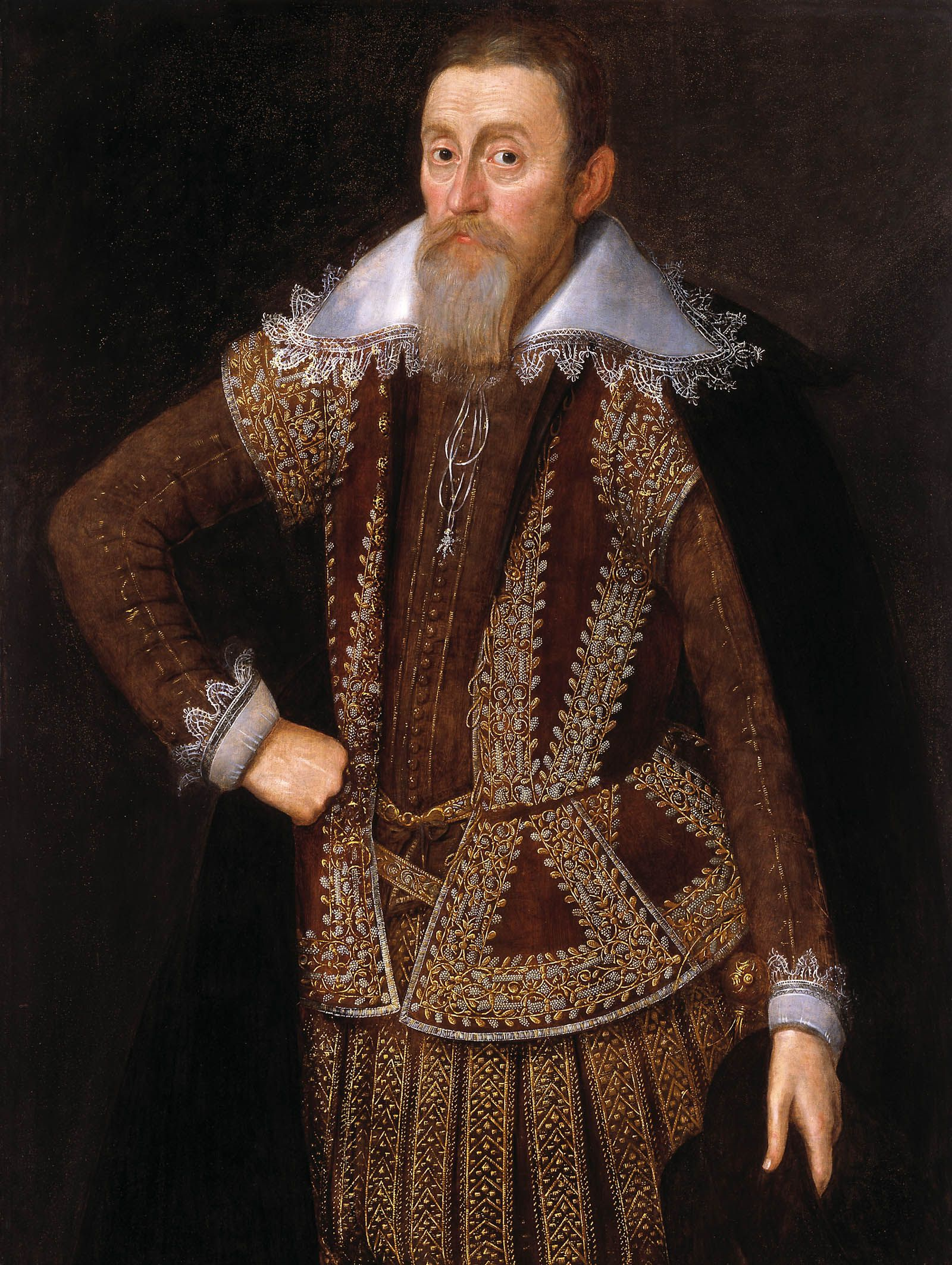
William, baron Monteagle asi 1615